# Archernis albicostalis
Archernis albicostalis là một loài bướm đêm trong họ Crambidae.